# Philodendron eburneum
Philodendron eburneum är en kallaväxtart som beskrevs av Kurt Krause. Philodendron eburneum ingår i släktet Philodendron och familjen kallaväxter.
Artens utbredningsområde är Ecuador. Inga underarter finns listade.